# 유하은
유하은(1986년 2월 25일 ~ )은 대한민국의 가수 겸 배우이다.

## 학력
- 동아방송예술대학교 방송연예과 (졸업)

## 음반
- 2017년 응답하라 내 사랑 (삐리삐리)
- 2021년 눈치코치

## 드라마
- 2011년 MBC 월화드라마 《빛과 그림자》
- 2012년 tvN 월화드라마 《제3병원》
- 2012년 TV조선 주말연속극 《지운수대통》
- 2012년 OCN 금요드라마 《신의 퀴즈 2》

## 영화
- 2010년 《마마 앤드 파파》 - 지아 역
- 2015년 《쓰리 썸머 나잇》 - 악사 여친 역
- 2015년 《굿바이 그리고 헬로우》 - 이도완의 이모 역

## 뮤지컬
- 2017년 《꽃보다 남자 The Musical》- 시즈카 역